# Warszawska Grupa Inwestycyjna
Warszawska Grupa Inwestycyjna (WGI) – firma inwestycyjna, która działała głównie na rynku forex; została utworzona 4 września 1998 r. przez Macieja Soporka i Emila Drożdża (który później został prezesem Interbrok Investment) pod nazwą Ramsed sp. z o.o.; 16 kwietnia 1999 r. dokonano zmiany nazwy z Ramsed sp. z o.o. na Warszawska Grupa Inwestycyjna sp. z o.o. (znana w skrócie jako WGI), a w skład zarządu weszli: Maciej Soporek, Łukasz Kaczor i Arkadiusz Rybak; 21 grudnia 2000 r. nastąpiło przekształcenie WGI sp. z o.o. w WGI S.A.; 20 września 2004 r. spółka WGI S.A. otrzymała licencję maklerską i dnia 22 kwietnia 2005 r. zmieniła nazwę z WGI S.A. na WGI Dom Maklerski S.A. (w skrócie WGI DM S.A.). W sumie było 5 spółek z grupy WGI mających w nazwie WGI: WGI Dom Maklerski S.A., WGI Consulting sp. z o.o., WGI TFI S.A., WGI Financial sp. z o.o. i WGI Europe Ltd. z siedzibą w Wielkiej Brytanii. Prezesem WGI Financial sp. z o.o. była Barbara Łukasiak. Oprócz tego istniały liczne spółki powiązane kapitałowo lub osobowo niemające w nazwie WGI.
W skład pierwszej rady nadzorczej spółki WGI S.A., weszli Włodzimierz Soporek, Arkadiusz Rybak, Janusz Kaczor, Marzenna Soporek oraz Danuta Kaczor. W 2004 r. powołano nową radę nadzorczą, w skład której weszli: Zbigniew Basak - jako przewodniczący, Bohdan Wyżnikiewicz, Tomasz Szapiro oraz Richard Mbewe.
W skład rady nadzorczej spółki WGI TFI S.A. weszły znane osoby: Dariusz Rosati, Henryka Bochniarz, prof. Witold Orłowski, które w ocenie klientów WGI oraz ekspertów finansowych uwiarygadniały działania spółki WGI DM SA. Zarząd WGI DM S.A. wykorzystywał ten fakt w celach marketingowych, aby przyciągnąć nowych klientów i zatrzymać dotychczasowych, m.in. poprzez stałe podkreślanie współpracy z tymi osobami i publikowanie ich wizerunków w czasopiśmie "Inwestor finansowy" (czasopismo wydawane w celach marketingowych przez WGI Consulting sp. z o.o.) m.in. w postaci fotoreportaży z seminariów i konferencji organizowanych przez WGI z udziałem członków rady nadzorczej WGI TFI S.A..
4 kwietnia 2006 r. spółka utraciła licencję KNF, m.in. za wprowadzanie w błąd klientów co do stanu ich rachunków i nieprzestrzeganie reguł przeciwdziałania praniu brudnych pieniędzy. Sąd ogłosił jej upadłość 22 czerwca 2006 r.
Weryfikacja stanu aktywów inwestowanych przez spółkę zależną WGI Consulting Sp. z o.o. przez jej syndyka stwierdziła olbrzymią defraudację majątku i jest przedmiotem toczących się postępowań w prokuraturze oraz przed sądami. Syndyk WGI Consulting oskarżył byłych członków zarządu WGI Consulting, Macieja Soporka, Łukasza Kaczora oraz Arkadiusza Rybaka o przywłaszczenie mienia o znacznej wartości.
Zdefraudowano ponad 340 mln zł i prokuratura nie ustaliła, gdzie i w jaki sposób zniknęły pieniądze poszkodowanych klientów WGI. Syndyk WGI DM na koncie domu maklerskiego znalazł tylko 200 tys. zł. Żeby postępowanie upadłościowe WGI DM mogło się toczyć, wierzyciele musieli wyłożyć własne pieniądze – w sumie prawie 800 tys. zł zaliczek na prowadzenie postępowania upadłościowego, które jednak po wykorzystaniu tej kwoty przez syndyka WGI DM umorzono z powodu braku środków.
W 2008 roku syndyk WGI Consulting Lechosław Kochański odzyskał ok. 16,6 mln dolarów ze środków Wachovia Securities, którym WGI przekazało część środków.
W grudniu 2012 roku prokuratura skierowała do sądu akt oskarżenia w tej sprawie.
Sąd Rejonowy dla Warszawy-Śródmieścia umorzył postępowanie przeciwko siedmiu pracownikom byłej Komisji Papierów Wartościowych i Giełd (teraz Komisja Nadzoru Finansowego) w związku z aferą WGI Domu Maklerskiego SA. Sąd Okręgowy w Warszawie utrzymał w mocy postanowienie sądu I instancji o umorzeniu postępowania.
W sprawie wyłączonej z głównego postępowania ze względu na krótki termin przedawnienia (06.10.2015) Sąd Rejonowy dla Warszawy-Woli wyrokiem z dnia 23 marca 2015 r. uznał wiceprezesa WGI Łukasza K. za winnego popełnienia zarzucanego jemu występku z art. 18 § 2 kk w zw. z art. 233 § 1 kk (nakłanianie świadka do zatajenia prawdy podczas składania zeznań mających służyć za dowód w postępowaniu administracyjnym przed KPWiG) i wymierzono oskarżonemu karę 8 miesięcy pozbawienia wolności, której wykonanie warunkowo zawieszono na 2 lata próby. Oskarżonego sąd obciążył również kosztami sądowymi. Sąd Okręgowy w Warszawie utrzymał w mocy wyrok Sądu Rejonowego.
W marcu 2015 r. wydział do spraw przestępczości zorganizowanej i korupcji Prokuratury Apelacyjnej w Warszawie wszczął nowe śledztwo, w którym ma zbadać m.in. przepływy finansowe pomiędzy spółkami z grupy WGI oraz transferowanie pieniędzy za granicę i na prywatne konta w Zurychu szefów WGI. Prokuratura ma ocenić rolę w tym procederze Arkadiusza R. (prezesa WGI Consulting). Od września 2014 r. warszawska prokuratura prowadzi też inne śledztwo – w sprawie uszczuplenia majątku spółki córki WGI Consulting.
W sprawie karnej przeciwko zarządowi WGI Consulting sp. z o.o. Sąd Rejonowy dla Warszawy-Woli wyrokiem z dnia 29 kwietnia 2015 r. uznał winę oskarżonych za 4 z 5 zarzutów. Łącznie sąd skazał Macieja S. i Łukasza K. na rok i dwa miesiące więzienia w zawieszeniu na 4-letni okres próbny (prokurator wnosił o 2-letni okres próbny, ale zdaniem sądu było to zbyt łagodne). Ponadto S. miałby zapłacić 200 tys. zł grzywny i ponad 50 tys. zł różnych opłat sądowych. Arkadiusz R. został skazany na łączną karę 175 tys. zł grzywny i obowiązek poniesienia ponad 50 tys. zł kosztów oraz opłat sądowych. Sąd Okręgowy w Warszawie w dniu 15 stycznia 2016 r. złagodził wyrok sądu I instancji, utrzymując trzy z czterech przestępstw, za które w kwietniu 2015 r. szefów WGI Consulting skazał sąd pierwszej instancji. Sąd odwoławczy zmniejszył jednocześnie wymiar kary finansowej. Arkadiusz R. otrzymał 125 tys. zł grzywny, a Maciej S. 180 tys. zł.
Sąd Okręgowy w Warszawie uchylił dnia 19 maja 2015 r. zakaz opuszczania kraju i zatrzymanie paszportów wobec trzech szefów Warszawskiej Grupy Inwestycyjnej.
Przewodniczący KPWiG / KNF wykorzystując swoje uprawnienia prokuratorskie wniósł 3 sierpnia 2006 r. oraz 19 kwietnia 2007 r. pozew w imieniu i na rzecz poszkodowanych klientów WGI, którzy zgłosili do KPWiG chęć przystąpienia do pozwu. W sumie do obu ww. pozwów przystąpiło 901 poszkodowanych spośród ok. 1500 poszkodowanych klientów WGI. Zgodę na objęcie pierwszym powództwem wyraziło 828 poszkodowanych inwestorów. Drugi pozew objął 73 inwestorów, którzy nie zdołali zgłosić się do KPWiG w 2006 r.. 6 lutego 2019 r., po 13 latach prowadzenia postępowania, Sąd Okręgowy w Warszawie umorzył postępowanie z winy powoda, tj. przewodniczącego KNF. Sąd zarzucił KNF, że nie interesuje się tokiem sprawy, dokumentami złożonymi w sprawie i nie prowadzi sprawy w sposób profesjonalny, m.in. nie zweryfikował „na rzecz której z osób pozew jest popierany w całości, w części lub zostaje cofnięty”, zaś wyjaśnienia powoda sąd uznał za "wysoce niefrasobliwe". 11 października 2019 r. Sąd Apelacyjny uchylił postanowienie o umorzeniu postępowania.